# Минский государственный художественный колледж имени А. К. Глебова
Минский государственный художественный колледж имени А. К. Глебова (МГХК имени А. К. Глебова) (бел. Мінскі дзяржа́ўны мастацкі каледж імя А. К. Глебава) основан в 1947 году как Минское художественное училище.
Колледжу присвоено имя белорусского художника и педагога Алексея Константиновича Глебова, выпускника Витебского художественного училища — исторического предшественника Минского государственного художественного колледжа.

## Специализация
Колледж осуществляет подготовку по четырём специальностям:
- Живопись по направлениям:
 Станковая живопись
- Дизайн по направлениям:
 Графический дизайн
- Дизайн мультимедиа
- Скульптура
- Декоративно-прикладное искусство
Художественная обработка дерева
- Художественная керамика

## История

### Российская империя
Ещё во времена существования Северо-западного края Российской империи художник Юдель Пэн при своей мастерской в Витебске открыл небольшую студию, которая существовала до 1919 года. Его учеником был и Марк Шагал.

### Период после Революций 1917 года
В 1918—1919 годах на основе студии Ю. Пэна в Витебске создана Художественная школа. Первый набор в Школу составил около 120 человек.

### В Белорусской Республике
В 1923 году Школа преобразована в Витебский художественный техникум, директором которого стал известный скульптор Михаил Керзин.
Позднее техникум был переименован в училище.
До Второй мировой войны, когда летом 1941 года был открыт Советско-германский или Восточный фронт, в техникуме, а затем училище, преподавали В. Волков, И. Ахремчик, Л. Лейтман, М. Лебедева, М. Михолап. 
Выпускниками Витебского художественного училища стали такие известные в дальнейшем художники и скульпторы как А. Бембель, Е. Зайцев, Р. Кудревич и другие. 

### В годы Второй мировой войны
С открытием летом 1941 года боевых действий на Восточном фронте между немецким вермахтом и Красной Армией СССР и последующей немецкой оккупацией территории Белоруссии Витебское художественное училище приостановило свою работу.

### Открытие Училища в 1947 году
Училище возобновило деятельность 1 сентября 1947 года в Минске . Новое учебное заведение было открыто как Минское художественное училище.
Первым директором училища в Минске с 1947 по 1963 год был Иван Григорьевич Красневский. Прием в училище осуществлялся на два Отделения: Художественно-педагогическое и Отделение скульптуры.

### Вторая половина XX века
В 1947—1960 годах в Училище преподавали известные советские художники И. Ахремчик, В. Цвирко, А. Мозолев, Л. Лейтман, А. Шевченко и другие. 
Первоначально занятия проходили в две смены в маленьких, неприспособленных помещениях. Позднее Минское художественное училище получило собственное здание на Ленинском проспекте.
Особенностью учебного процесса было то, что преподаватели вначале давали учащимся основательные навыки классического рисунка, живописи и скульптуры, не подавляя индивидуальности будущих художников и скульпторов. Широко практиковались пленэры в городской среде и на природе, групповые и персональные выставки учащихся и преподавателей. 
Помимо обязательного и глубокого изучения курса Всемирного искусства в Училище всячески поощрялось и поддерживалось изучение истории, культуры и художественного наследия белорусского народа. 
Многие выпускники Училища в дальнейшем продолжили образование в высших учебных заведениях Белоруссии и СССР.
В 1969 году Училищу присвоено имя выдающегося белорусского скульптора Алексея Константиновича Глебова.
В 1992 году Училище было преобразовано в Минский государственный художественный колледж имени А. К. Глебова.

## Персоналии

### Народные художники Республики Беларусь — выпускники колледжа
- Алексей Глебов
- Барановский, Анатолий Васильевич
- Виктор Громыко
- Май Данциг
- Арлен Кашкуревич
- Георгий Поплавский
- Михаил Савицкий
- Леонид Щемелёв

### Преподаватели
- Аким Шевченко — преподаватель живописи, 1947—1959 годы
- Юрий Выходцев — рисунок, станковая живопись, 1960—1986 годы
- Владимир Жбанов — преподаватель, 1985—1998 гг.
- Александр Мозолёв — живопись, графика
- Сергей Цуканов — директор и преподаватель, 1969—1975 годы

### Учащиеся колледжа разных годов
- Леонид Давиденко — белорусский советский скульптор, живописец, график, педагог.
- Борис Заборов — белорусский и французский живописец, график, скульптор, театральный художник.
- Юрий Карачун — художник, искусствовед, директор Национального художественного музея Беларуси в 1977—1997 годах.
- Юрий Кондрашов — российский скульптор, учился с 1983 по 1987 гг.
- Виктор Копач — белорусский скульптор, учился с 1986 по 1990 гг.
- Максим Петруль — белорусский скульптор.
- Андрей Сидоренко — художник.
- Георгий Скрипниченко — белорусский художник-сюрреалист.
- Андрей Шеллюто — художник и дизайнер.